# Handbal op de Olympische Zomerspelen 1980 – Vrouwen
Het handbaltoernooi voor vrouwen tijdens de Olympische Zomerspelen 1980 in Moskou begon op 21 juli en eindigde op 29 juli. De zes deelnemende teams speelden een halve competitie, waarna de eindbalans werd opgemaakt. Het toernooi werd gespeeld in twee sporthallen, beide gevestigd in Moskou: de Sokolniki Arena en de Dvorec Sporta Dinamo. Op de in totaal 51 wedstrijden (mannen en vrouwen) kwamen 100.493 toeschouwers af, goed voor een gemiddelde van 1.971 per wedstrijd. Zuid-Korea had zich geplaatst voor het toernooi, maar trok zich terug vanwege de internationale sportboycot van de Olympische Spelen. Congo, de nummer twee van het kwalificatietoernooi, werd aangewezen als vervanger van de ploeg uit Azië. Het Afrikaanse land fungeerde echter als schietschijf van de toplanden en eindigde roemloos op de zesde en laatste plaats.

## Groepsronde
| №      | Land              | Wedstrijden | Wedstrijden | Wedstrijden | Wedstrijden | Doelpunten | Doelpunten | Doelpunten | Punten |
| ------ | ----------------- | ----------- | ----------- | ----------- | ----------- | ---------- | ---------- | ---------- | ------ |
| №      | Land              | G           | W           | G           | V           | V          | T          | Saldo      | Punten |
| Goud   | Sovjet-Unie       | 5           | 5           | 0           | 0           | 99         | 52         | +47        | 10     |
| Zilver | Joegoslavië       | 5           | 3           | 1           | 1           | 107        | 67         | +40        | 7      |
| Brons  | DDR               | 5           | 3           | 1           | 1           | 91         | 58         | +33        | 7      |
| 4      | Hongarije         | 5           | 1           | 1           | 3           | 80         | 74         | +6         | 3      |
| 5      | Tsjecho-Slowakije | 5           | 1           | 1           | 3           | 65         | 78         | –13        | 3      |
| 6      | Congo-Brazzaville | 5           | 0           | 0           | 5           | 46         | 159        | –113       | 0      |

alle tijden zijn Moskoutijd (UTC +3:00)
| 21 juli 1980 17:00 | Sovjet-Unie | 30 – 11 | Congo-Brazzaville | Dvorec Sporta Dinamo, Moskou |
| 21 juli 1980 17:00 | (17 – 4)    |         |                   | Dvorec Sporta Dinamo, Moskou |
| 21 juli 1980 17:00 |             |         |                   | Dvorec Sporta Dinamo, Moskou |

| 21 juli 1980 18:30 | Tsjecho-Slowakije | 10 – 16 | DDR | Dvorec Sporta Dinamo, Moskou |
| 21 juli 1980 18:30 | (6 – 8)           |         |     | Dvorec Sporta Dinamo, Moskou |
| 21 juli 1980 18:30 |                   |         |     | Dvorec Sporta Dinamo, Moskou |

| 21 juli 1980 20:00 | Joegoslavië | 19 – 10 | Hongarije | Dvorec Sporta Dinamo, Moskou |
| 21 juli 1980 20:00 | (8 – 4)     |         |           | Dvorec Sporta Dinamo, Moskou |
| 21 juli 1980 20:00 |             |         |           | Dvorec Sporta Dinamo, Moskou |

| 23 juli 1980 17:00 | Sovjet-Unie | 17 – 7 | Tsjecho-Slowakije | Sokolniki Arena, Moskou |
| 23 juli 1980 17:00 | (8 – 4)     |        |                   | Sokolniki Arena, Moskou |
| 23 juli 1980 17:00 |             |        |                   | Sokolniki Arena, Moskou |

| 23 juli 1980 18:30 | Hongarije | 39 – 10 | Congo-Brazzaville | Dvorec Sporta Dinamo, Moskou |
| 23 juli 1980 18:30 | (19 – 6)  |         |                   | Dvorec Sporta Dinamo, Moskou |
| 23 juli 1980 18:30 |           |         |                   | Dvorec Sporta Dinamo, Moskou |

| 23 juli 1980 20:00 | Joegoslavië | 15 – 15 | DDR | Dvorec Sporta Dinamo, Moskou |
| 23 juli 1980 20:00 | (6 – 8)     |         |     | Dvorec Sporta Dinamo, Moskou |
| 23 juli 1980 20:00 |             |         |     | Dvorec Sporta Dinamo, Moskou |

| 25 juli 1980 17:00 | Sovjet-Unie | 16 – 12 | Hongarije | Sokolniki Arena, Moskou |
| 25 juli 1980 17:00 | (9 – 5)     |         |           | Sokolniki Arena, Moskou |
| 25 juli 1980 17:00 |             |         |           | Sokolniki Arena, Moskou |

| 25 juli 1980 18:30 | DDR      | 28 – 6 | Congo-Brazzaville | Dvorec Sporta Dinamo, Moskou |
| 25 juli 1980 18:30 | (15 – 4) |        |                   | Dvorec Sporta Dinamo, Moskou |
| 25 juli 1980 18:30 |          |        |                   | Dvorec Sporta Dinamo, Moskou |

| 25 juli 1980 20:00 | Joegoslavië | 25 – 15 | Tsjecho-Slowakije | Dvorec Sporta Dinamo, Moskou |
| 25 juli 1980 20:00 | (13 – 7)    |         |                   | Dvorec Sporta Dinamo, Moskou |
| 25 juli 1980 20:00 |             |         |                   | Dvorec Sporta Dinamo, Moskou |

| 27 juli 1980 17:00 | Sovjet-Unie | 18 – 9 | Joegoslavië | Sokolniki Arena, Moskou |
| 27 juli 1980 17:00 | (10 – 4)    |        |             | Sokolniki Arena, Moskou |
| 27 juli 1980 17:00 |             |        |             | Sokolniki Arena, Moskou |

| 27 juli 1980 18:30 | Tsjecho-Slowakije | 23 – 10 | Congo-Brazzaville | Dvorec Sporta Dinamo, Moskou |
| 27 juli 1980 18:30 | (9 – 3)           |         |                   | Dvorec Sporta Dinamo, Moskou |
| 27 juli 1980 18:30 |                   |         |                   | Dvorec Sporta Dinamo, Moskou |

| 27 juli 1980 20:00 | DDR     | 19 – 9 | Hongarije | Dvorec Sporta Dinamo, Moskou |
| 27 juli 1980 20:00 | (9 – 3) |        |           | Dvorec Sporta Dinamo, Moskou |
| 27 juli 1980 20:00 |         |        |           | Dvorec Sporta Dinamo, Moskou |

| 29 juli 1980 13:00 | Joegoslavië | 39 – 9 | Congo-Brazzaville | Sokolniki Arena, Moskou |
| 29 juli 1980 13:00 | (16 – 5)    |        |                   | Sokolniki Arena, Moskou |
| 29 juli 1980 13:00 |             |        |                   | Sokolniki Arena, Moskou |

| 29 juli 1980 14:30 | Hongarije | 10 – 10 | Tsjecho-Slowakije | Sokolniki Arena, Moskou |
| 29 juli 1980 14:30 | (3 – 6)   |         |                   | Sokolniki Arena, Moskou |
| 29 juli 1980 14:30 |           |         |                   | Sokolniki Arena, Moskou |

| 29 juli 1980 18:30 | Sovjet-Unie | 18 – 13 | DDR | Sokolniki Arena, Moskou |
| 29 juli 1980 18:30 | (7 – 6)     |         |     | Sokolniki Arena, Moskou |
| 29 juli 1980 18:30 |             |         |     | Sokolniki Arena, Moskou |

## Eindrangschikking
| Goud | Zilver | Brons |
| Sovjet-Unie Larysa Karlova Tetyana Kocherhina Valentyna Lutayeva Aldona Nenėnienė Lyubov Odynokova Iryna Palchykova Ljoedmila Poradnyk Yuliya Safina Larisa Savkina Sigita Strečen Nataliya Tymoshkina Zinaida Turchyna Olha Zubaryeva Natalya Lukyanenko         | Joegoslavië Svetlana Anastasovska Mirjana Đurica Radmila Drljača Katica Ileš Slavica Jeremić Svetlana Kitić Jasna Merdan Vesna Milosević Mirjana Ognjenović Vesna Radović Radmila Savić Ana Titlić Biserka Višnjić Zorica Vojinović         | DDR Birgit Heinecke Roswitha Krause Waltraud Kretzschmar Katrin Krüger Kornelia Kunisch Evelyn Matz Kristina Richter Christina Rost Sabine Röther Renate Rudolph Marion Tietz Petra Uhlig Claudia Wunderlich Hannelore Zober                     |
| 4 | 5 | 6 |
| Hongarije Amália Sterbinszky Erzsébet Balogh Erzsébet Németh-Csajbók Éva Angyal Éva Csulik Györgyi Őri-Győrvári Ilona Samus-Mihályka Klára Bonyhádi Klára Horváth-Csik Mária Berzsenyi Mária Vanya-Vadász Marianna Nagy-Gódor Piroska Budai Rozália Tomann-Lelkes | Tsjecho-Slowakije Alena Horalová Daniela Trandžíková Elena Boledovičová Elena Brezányová Jana Kuťková Jolana Némethová Katarína Lamrichová Mária Končeková Milena Foltýnová Petra Komínková Priska Polačeková Věra Datínská Viola Pavlasová | Congo-Brazzaville Angelik Abebame Germaine Djimbi Henriette Koula Isabelle Azanga Julienne Malaki Madeleine Mitsotso Micheline Okemba Nicole Oba Pascaline Bobeka Pemba Lopez Solange Koulinka Viviane Okoula Yolande Kada-Gango Yvonne Makouala |